# Тебеняк (Томская область)
Тебеня́к — исчезнувшая деревня в Колпашевском районе Томской области. На момент упразднения входила в состав Иванкинского сельсовета. Упразднена в 1982 году.

## География
Деревня располагалась на правом берегу протоки Полой выше места впадения последней в реку Обь, в 8 км (по прямой) к северо-западу от села Иванкино. На картах XX в. отмечается Тебенакский яр. Поблизости расположена Тебенакская курья.

## История
Деревня — исторический населённый пункт южных селькупов (группа шёшкуп). Относилась к Иванкинской земле наряду с Киярово и самим Иванкино. Иванкинская земля вместе с Чаршиной землёй, где в прошлом стояли юрты Чаршины, входила в состав Пиковской инородческой волости.
В 1928 году посёлок Тибиняк состоял из 8 хозяйств. В административном отношении входил в состав Иванкинского сельсовета Колпашевского района Томского округа Сибирского края.
В 1960-е годы деревня попала в разряд неперспективных и по планам должна была быть сселена к 1975 году.
Решением Томского облисполкома от 07 сентября 1982 года № 205 деревня Тебеняк исключена из учётных данных.

### Хозяйство
В 1950-е – 1960-е гг. среди окрестных деревень только в д. Тебенак продолжали изготавливать рыболовные морды и промышлять ими.
Информант этнографов В.Е. Мурзин (1935 г.р.), уроженец д. Тебенак, говорил, что жители д. Иванкино и д. Тебенак на охоту далеко не ходили. Местные мужчины и мальчишки-подростки охотились на зайца, лису, колонка в лесу между двумя деревнями.

### Верования
В этнографической литературе имеются записи селькупки Н.Н. Тайзаковой, которая в 2016 г. рассказывала, что в 1960-х гг. в Тебенаке и Иванкино у старых бабушек ещё оставались сундуки, в которых хранились необъяснимые для них (детей) вещи. О своей бабушке А.Я. Тайзаковой она рассказывала, как о человеке со способностями лечить людей, видеть сглаз, порчу. В её сундуке хранилась засохшая рыбу, завёрнутая в тряпку, платье желтого цвета, в котором она просила ее похоронить. Когда бабушке начинало «ломать кости», она выгоняла всех из дома, закрывала окна. Будучи ребёнком, Н.Н. Тайзакова забралась на дерево черемухи и наблюдала за бабушкой. Она увидела, как ее бабушка «общается с чертями». Разложив на табуретке кусочки хлеба, она шептала что-то и бросала нож, остриём в табуретку.

## Население
| 1926 | 1939 | 1952 | 1959 | 1970 | 1977 | 1979 |
| ---- | ---- | ---- | ---- | ---- | ---- | ---- |
| 57   | ↗169 | ↗172 | ↘148 | ↘36  | ↘6   | ↘0   |

В 1926 году основным населением посёлка были русские.
В 1949 г. по 1951 г. в д. Тебенак было 2 хозяйства.
Большинство жителей Киярово, Иготкино, Тяголово, Езенгино, Конерово, Тебеняка были вынуждены переезжать в 1950-е – 1970-е гг. в соседнее Иванкино или уезжать в Колпашево, Тогур.